# Everywhere (álbum de Tim McGraw)
Everywhere es el cuarto álbum de estudio grabado por el cantante estadounidense de música country Tim McGraw. Lanzado el 3 de junio de 1997 a través del sello discográfico independiente Curb Records. Fue su primer lanzamiento desde su matrimonio con la también cantante de country Faith Hill. Su colaboración en este álbum, "It's Your Love", fue nominada a mejor colaboración vocal country y mejor canción country en los premios Grammy de 1998. Este fue el primer álbum de Tim en tener un sonido country pop amigable con el crossover, que se desvió de sus anteriores álbumes country neotradicionales.
Los sencillos lanzados de este álbum incluyen los éxitos número uno de la lista Hot Country Songs "It's Your Love" con Faith Hill, "Everywhere", "Just to See You Smile" y "Where the Green Grass Grows", así como el número 2 de "One of These Days" (grabada originalmente por Marcus Hummon en su álbum de 1995 All in Good Time) y "For a Little While". Tanto "It's Your Love" como "Just to See You Smile" fueron declarados éxitos country número uno del año por Billboard, para 1997 y 1998 respectivamente. "You Turn Me On" también entró en las regiones inferiores de las listas de country desde el airplay no solicitado.

## Lista de Canciones
| CD  |                                     |          |  |
| N.º | Título                              | Duración |  |
| 1.  | «Where The Green Grass Grows»       | 3:22     |  |
| 2.  | «For A Little While»                | 3:33     |  |
| 3.  | «It's Your Love (con Faith Hill)»   | 3:45     |  |
| 4.  | «Ain't That The Way It Always Ends» | 2:47     |  |
| 5.  | «I Do But I Don't»                  | 3:28     |  |
| 6.  | «One Of These Days»                 | 4:41     |  |
| 7.  | «Hard On The Ticker»                | 3:40     |  |
| 8.  | «Everywhere»                        | 4:50     |  |
| 9.  | «Just To See You Smile»             | 3:34     |  |
| 10. | «You Just Get Better All The Time»  | 3:21     |  |

| Bonus Track |                  |          |  |
| N.º         | Título           | Duración |  |
| 11.         | «You Turn Me On» | 3:41     |  |